# Kali Baru Timur
Kali Baru Timur är ett vattendrag i Indonesien.   Det ligger i provinsen Jakarta, i den västra delen av landet, 14 km norr om huvudstaden Jakarta.